# 奥井迪
奥井 迪（おくい ふみ、1981年12月19日 - ）は、北海道札幌市出身の女子競輪選手。日本競輪選手会東京支部所属。ホームバンクは立川競輪場。日本競輪学校（当時。以下、競輪学校）第106期生。師匠は富山健一（43期）。

## 来歴
小学校のときから兄・理（みがく）の影響でアルペンスキー（以下、スキー）に取り組み、札幌第一高等学校時代、全国高等学校スキー大会（インターハイ）の回転で優勝。その後、早稲田大学（以下、早大）に進学。2003年の冬季ユニバーシアードに出場。卒業年となる2004年に、第59回国民体育大会・大回転で優勝した。
だが、早稲田大学人間科学部スポーツ科学科卒業後、中学校の保健体育教諭となったこともあり、スキーはプライベートレベルの出場にとどまった。このことについて、「スキーでは不完全燃焼だった。五輪に出たいと思っていたけれど、自分の中で限界を作っていた」と述懐。
転機は2012年の春、札幌第一高等学校のOB会に出席した際、同校のOBで、スキー選手から転じて競輪選手となった藪下昌也（52期、引退）に、『今年から女子競輪が始まるぞ』と言われたことがきっかけだった。同年8月、ガールズサマーキャンプに参加。これでさらに意欲が増したことから、競輪学校受験を決意。2012年12月20日、競輪学校第106回適性試験に合格。同校では生徒会長を務めた。また、在校競走成績は6位（12勝）だった。
2014年5月14日、武雄競輪場でデビューし5着。初勝利は同年5月31日の名古屋競輪場で挙げたが、これは初優勝でもあった。
2015年には17連勝（9月18日 - 12月4日）を記録、2016年にも19連勝（5月13日 - 7月16日）を記録。ガールズグランプリは2015年・2016年・2017年・2019年と選出され、うち2016年と2017年は2着（特に2017年はタイヤ差）であった。ガールズケイリンコレクションも2015年3月の京王閣ステージで初出場以降は、2021年を除いて毎年いずれかのステージで出場を続けている。ガールズケイリンフェスティバルでは、第4回大会（2017年）では選考順位1位として選出された。
2019年1月16日、高知競輪場での2日目第7レースにて勝利し、ガールズケイリンで初となる通算300勝を達成（414戦目での達成。勝率.725）。ガールズケイリンとしては史上最短となる登録日から4年9ヶ月6日（登録日を含まない）での達成でもあり、また登録日から7年以内という規程に基づきJKAより表彰対象となり、翌2月10日にホームバンクである立川競輪場にて通算300勝達成表彰式が執り行われた。また、同年は獲得賞金争いで僅差で小林莉子に競り勝ち地元・立川でのガールズグランプリ出場権を獲得、2年ぶりに出場した。
2021年6月5日、高松競輪場での初日第6レースにて勝利し、ガールズケイリンでは石井寛子に次ぎ史上2人目となる通算400勝を達成。
2022年9月19日、第38回共同通信社杯競輪（名古屋競輪場）最終日第11レースで行われた「ティアラカップ」にて、ビッグレース初制覇。賞金ランキング上位で3年ぶりに同年末のガールズグランプリに出場し、3着。また同年の獲得賞金額は自己最高となる1990万8600円でランキング4位であった。
2023年3月20日、前橋FII2日目第6レースで勝利し、通算500勝を達成。ガールズケイリンでは石井寛子に次いで2人目、男子も含めると通算45人目の記録。2014年4月10日の登録日から8年11か月10日（デビュー日を含まない）での達成であった。 また、同日時点での通算獲得賞金額は、1億2760万900円となった。のち、規程により4月5日に立川競輪場にて通算500勝表彰式が行われた。
2025年3月10日、取手FI初日第7レースで勝利し、石井寛子、山原さくらに次ぐガールズケイリン史上3人目となる通算600勝を達成。

## 競走スタイル
戦法は逃げが主体で、連対時の決まり手も逃げが多く、先行日本一と称される。2022年のティアラカップも、逃げ切りで優勝を果たした。
後輩のガールズケイリン選手の中には、奥井の走りに憧れて選手を目指した者もおり（日野未来、高木佑真、半田水晶ら）、良い影響を与えている。

## 主な獲得タイトルと記録
- 2022年 - ティアラカップ（名古屋競輪場）
- 通算300勝達成 - 2019年1月16日、高知競輪場2日目第7レース（ガールズケイリン史上初。表彰対象）
- 通算500勝達成 - 2023年3月20日、前橋競輪場2日目第6レース（ガールズケイリン史上2人目。表彰対象）